# Škoda Rapid (1935)
Nazwa Rapid pośród samochodów Škody pojawiła się w 1934 roku w gamie pojazdów Škoda 420. W 1935 roku wyprodukowano cztery coupé pod nazwą Rapid Six (typ 910) oraz wprowadzono do produkcji model Rapid (typ 901, 914, 914/OVH). Do 1938 roku z taśm produkcyjnych zeszło 4500 egzemplarzy. W 1938 roku rozpoczęto produkcję Škody Rapid OVH produkowanej do 1947 roku. Podczas II wojny światowej wyprodukowaną małą serię samochodów o nazwie - Škoda Rapid 2200 (typ 953).
25 kwietnia 1936 roku Jan Břetislav Procházka i Jindřich Kubias wyruszyli Škodą Rapid w podróż dookoła kuli ziemskiej. Jadąc przez Moskwę, Teheran, Bombaj, Singapur, Szanghaj, Jokohamę, Honolulu, San Francisco, Nowy Jork i Paryż po 97 dniach wrócili do miejsca startu - Pragi.

## Škoda Rapid Six (typ 910)
Škoda Rapid Six (typ 910) – sportowy samochód o nadwoziu coupé, którego 4 egzemplarze wyprodukowano w 1935 roku. 
Auto wyposażono w czterosuwowy, rzędowy, sześciocylindrowy, dolnozaworowy silnik o pojemności skokowej 1961 cm³ i mocy maksymalnej 36,8 kW (50 KM), umieszczony podłużnie nad przednią osią. Napęd przenoszony był na tylną oś. Auto ważące 1050 kg mogło rozpędzić się do 140 km/h.

## Škoda Rapid Six (typ 901, 914, 914/OVH)

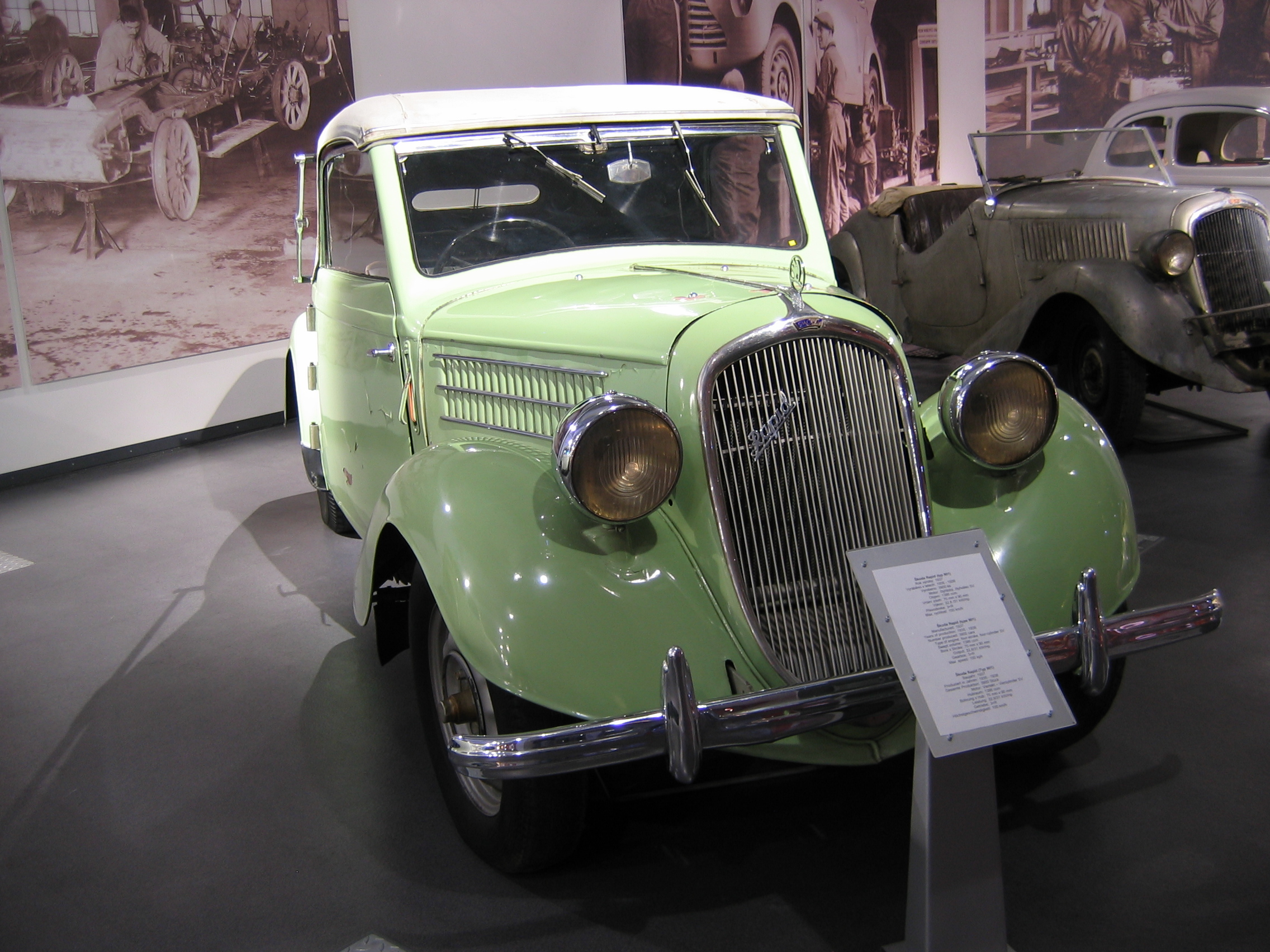
Škoda Rapid w wersji kabriolet (typ 901)

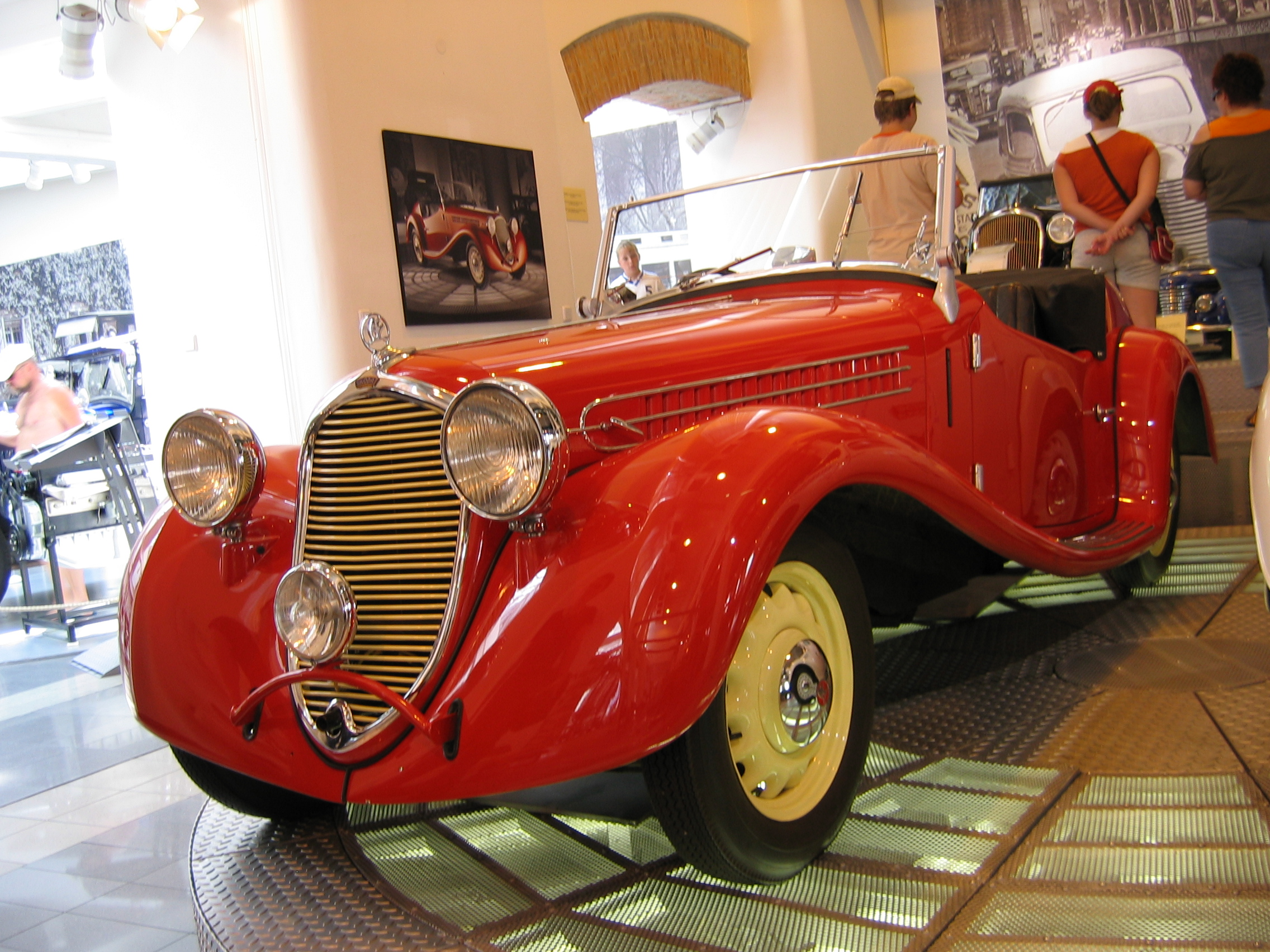
Dwudrzwiowy kabriolet Škoda Rapid

Škoda Rapid Six (typ 901, później 914) – samochód osobowy produkowany w Mladá Boleslav w latach 1935 - 1938. 
Dane techniczne Škoda Rapid (typy 901, 914) z roku 1936 w wersji sedan:
- Silnik: rzędowy, czterosuwowy, czterocylindrowy, dolnozaworowy, umieszczony podłużnie nad przednia osią 
  - Moc: 31 KM (22,8 kW) przy 3500 obr./min
  - Pojemność: 1385 cm³
  - Średnica cylindra x skok tłoka: 70 mm x 90 mm
- Skrzynia biegów: manualna trójstopniowa
- Wymiary:
  - Długość: 4150 mm
  - Wysokość: 1600 mm
  - Szerokość: 1540 mm
  - Rozstaw osi: 2650 mm
- Masa własna: 600 kg
- Dopuszczalna masa całkowita: 1000 - 1050 kg
- Osiągi:
  - Prędkość maksymalna: 100 km/h
  - Spalanie paliwa: 9-10 l/100 km

600 egzemplarzy 23. i 24. serii produkcyjnej miało podwozie Škody Rapid (typ 914), a 42-konny silnik modelu Rapid OVH (typ 922) o pojemności 1564 cm³, tę grupę pojazdów oznaczono symbolem 914/OHV.
Łącznie powstało 4 500 sztuk Škody Rapid tej generacji (tzn. typu 901, 914 i 914/OHV) w następujących wersjach nadwoziowych: czterodrzwiowy sedan oraz kabriolet, dwudrzwiowy sedan oraz kabriolet, a także wersji dostawczej.

## Škoda Rapid OVH (typ 922, 939R)
Škoda Rapid OVH – samochód osobowy produkowany w latach 1938 - 1947.
Do napędu tego pojazdu zastosowano czterosuwowy, rzędowy, czterocylindrowy, górnozaworowy silnik umieszczony podłużnie nad przednia osią, o pojemności 1564 cm³ i mocy maksymalnej 30,9 kW (42 KM) przy 3500 obr./min. Jednostka ta przy pomocy przenoszonego na tylną oś napędu pozwalała rozpędzić pojazd do 110 km/h. Nadwozie wytwarzano w wersjach: czterodrzwiowy sedan, dwudrzwiowy sedan (tzw. tudor), kabriolet. W 1939 roku wytworzono dodatkowo serię pojazdów o aerodynamicznym nadwoziu typu tudor. Stworzono także sportową wersję samochodu z silnikiem o pojemności zwiększonej do 1477 cm³. Wytworzono 4 sztuki tego modelu, nosił on oznaczenie 939R.
Łącznie wyprodukowano 1 804 egzemplarzy Škody Rapid OHV z czego 211 w latach 1945 - 1947.

## Škoda Rapid 2200 (typ 953)
Škoda Rapid 2200 (typ 953) – samochód osobowy z napędem tylnych kół produkowany w latach 1941 - 1942.
Pojazd ten wyposażono w czterosuwowy, rzędowy, sześciocylindrowy silnik OHV umieszczony podłużnie nad przednia osią, o pojemności skokowej 2199 cm³ i mocy maksymalnej 44 kW (60 KM), który pozwalał osiągnąć maksymalną prędkość 120 km/h.
W ciągu dwu lat produkcji wytworzono 34 egzemplarze tego samochodu w wersjach nadwoziowych sedan i kabriolet.